# Carlos Piñar
Carlos Piñar es un actor retirado y escultor español, nacionalizado mexicano.

## Biografía
Carlos Piñar nació el 19 de noviembre de 1945 en Las Palmas, Islas Canarias, España; siendo el único hijo del marinero y capitán de barco Carlos Piñar, y de la ama de casa Angustias Aguilera, ambos andaluces.
En 1950, después de que el capitán Piñar falleciera víctima de un infarto, su viuda hace internar a su hijo a una escuela católica y, allí, Carlos Piñar aprende a nadar y comienza a desarrollar su talento para la natación hasta el punto que, dos años más tarde -y ya con 7 años de edad-, se convirtió en campeón infantil de natación en Islas Canarias. 
Todavía adolescente, Piñar es contratado para trabajar como modelo en la célebre cadena de tiendas por departamentos El Corte Inglés, así como en Italia, y luego conoce a Vicente Escrivá quien le ofrece un pequeño papel en la película Margarita se llama mi amor (1961), la cual significaría su debut actoral; aunque no sería sino cuando interviene en la cinta La gran familia (1962) donde finalmente obtiene la fama (Piñar participaría, poco después, en dos de las tres secuelas de esta saga fílmica).
En 1964, cuando Carlos Piñar estaba filmando la película Vacaciones para Ivette, recibe la oferta del director mexicano Ismael Rodríguez, quien se encontraba en Madrid filmando algunas escenas de la película El niño y el muro (1965) y, tras el gran éxito de la misma, Piñar firmó otro contrato con el productor Fernando de Fuentes para filmar otras cinco películas en México y termina residiendo allí durante los siguientes 10 años trabajando en el cine, el teatro y la televisión de ese país. Entre sus trabajos más conocidos en esa época están las películas Despedida de soltera (1965), Autopsia de un fantasma (1966), Dos gemelas estupendas (1967), La puerta y La mujer del carnicero, Remolino de pasiones (ambas de 1968), Cristo 70 (1970) y Mecánica nacional (1972), así como las telenovelas Mi primer amor (1973) y El chofer (1974).
Para 1975 la carrera de Carlos Piñar estaba bastante consolidada en México pero, mientras se encontraba filmando la telenovela Barata de primavera producida por Televisa, el 28 de septiembre de ese año el entonces presidente Luis Echeverría suspendió las relaciones de facto existentes (desde 1939) entre ese país y España, en protesta por la ejecución de cinco prisioneros antifranquistas y ordenó, además, la expulsión inmediata de todos los ciudadanos españoles no residentes en ese país, por lo que Piñar tuvo que abandonar México en forma algo intempestiva aunque, afortunadamente, este impasse diplomático apenas duró 18 meses y, tras la reanudación de relaciones diplomáticas plenas entre ambos países -el 28 de marzo de 1977-, Piñar volvería para radicarse definitivamente en el país azteca y continuar con su carrera filmando las cintas Cuando tejen las arañas y La vida difícil de una mujer fácil (ambas de 1977) y las telenovelas Marcha nupcial (1977), Vamos juntos (1979) y Cenicienta (1981, esta última filmada en Venezuela).
Sin embargo la carrera de Carlos Piñar volvió a recibir otro duro golpe en julio de 1982 cuando, mientras filmaba la telenovela Vivir enamorada, se vio involucrado en un escándalo cuando Televisa ordenó la expulsión tanto de Piñar como de Enrique Álvarez Félix, Karina Duprez y Sonia Furió de esa cadena por acusaciones de presuntos comportamientos impropios y conductas conflictivas, lo que provocó además la posterior renuncia de Carlos Ancira a su trabajo como director de esa telenovela como gesto de solidaridad con sus compañeros (posteriormente se supo que lo anterior formaba parte de una campaña organizada por el recién electo presidente Miguel de la Madrid Hurtado y su esposa, Paloma Cordero, en pro de “la moralización de la sociedad”). Aunque este incidente terminó siendo superado al ser anuladas dichas notificaciones, Piñar entró en una crisis existencial y tras filmar algunos capítulos de la serie de comedia Mi secretaria anunció su retiro definitivo de la actuación para dedicarse única y exclusivamente a la escultura, labor que había trabajado esporádicamente desde su adolescencia. 
En 1996, realizó una actuación especial en la telenovela histórica La antorcha encendida, producción de Ernesto Alonso, donde interpretó al virrey Francisco Xavier Venegas. Hasta la fecha, no ha vuelto a realizar trabajos actorales.
Continúa trabajando como escultor y, desde hace más de 20 años, reside en la ciudad de Cuernavaca.

## Filmografía

### Cine
- Margarita se llama mi amor (1961)
- Vuelve San Valentín (1962)
- La gran familia  (1962) ... Antonio Alonso, "El empollón"
- Escuadrilla de vuelo (1963)
- Accidente 703 (1963)
- Vacaciones para Ivette (1964) ... Miguel Aranda
- El niño y el muro (1965) ... Guardia alemán 1
- La familia y uno más (1965) ... Arq. Antonio Alonso
- Despedida de soltera (1965) ... Pedro
- Autopsia de un fantasma (1966) ... Jaime Blondo, agente 07 ½
- Desnudarse y morir (1966)
- Dos gemelas estupendas (Vestidas y alborotadas) (1967) ... Rubén Moreno
- Los adolescentes (1968) ... Juan
- El misterio de los hongos alucinantes (1968)
- La puerta y La mujer del carnicero (1968) ... Raúl (Episodio "La puerta")
- Remolino de pasiones (1968) ... Alejandro Marquina
- Flor marchita (1968) ... Hugo Almada
- La princesa hippie (Princesa y vagabunda) (1969) ... Carlos
- La venganza de Huracán Ramírez (1969)
- Cristo 70 (1970) ... Raúl
- Intimidades de una secretaria (1971) ... Luis, el suicida
- Cerco de terror (1972) ... Nick
- Mecánica nacional (1972)  ... Chico rubio con ropa blanca
- Cuando tejen las arañas (1977) ... Sergio
- Encuentro en el abismo (1978)
- La vida difícil de una mujer fácil (1979) ... Sacerdote
- La familia bien, gracias (1979) ... Arq. Antonio Alonso
- Con el cuerpo prestado (1981) ... Roberto Arias Salgado

### Televisión

#### Telenovelas
- Engáñame (1967) ... Rodrigo
- La maldición de la blonda (1971)
- Mi primer amor (1973) ... Rafael
- El chofer (1974-1975) ... Andrés
- Barata de primavera (1975-1976) ... Héctor Lomeli
- Marcha nupcial (1977-1978) ... Sergio Laresgoitia
- Vamos juntos (1979-1980) ... Claudio
- La llama de tu amor (1979) ... Santiago
- Espejismo (1980) ... Raúl
- Corazones sin rumbo (1980) ... Manuel
- Vivir enamorada (1982-1983) ... Mario
- La antorcha encendida (1996) ... Virrey Francisco Javier Venegas.

#### Series
- Mi secretaria (1983-1984) ... Carlos

## Teatro
(Reseña parcial)
- Educando a un sinvergüenza (1971)
- Ciao Valentino (1975)
- Coqueluche (1977)